# The Ice Road
The Ice Road es una película de suspense y acción de 2021 escrita y dirigida por Jonathan Hensleigh. La película es protagonizada por Liam Neeson y Laurence Fishburne, con Benjamin Walker, Amber Midthunder, Marcus Thomas, Holt McCallany, Martin Sensmeier, Matt McCoy y Matt Salinger en papeles secundarios. Marca la primera película de Hensleigh desde Kill the Irishman de 2011. Sigue a un equipo de camioneros en una peligrosa misión sobre lagos helados y carreteras invernales para entregar un componente crucial para salvar a los trabajadores atrapados en una mina colapsada. La película fue estrenada digitalmente por Netflix en los Estados Unidos y por Amazon Prime Video en el Reino Unido el 25 de junio de 2021. La película recibió reseñas mixtas de los críticos.

## Reparto
- Liam Neeson como Mike McCann
- Laurence Fishburne como Jim Goldenrod
- Benjamin Walker como Tom Varnay
- Amber Midthunder como Tantoo
- Marcus Thomas como Gurty McCann
- Holt McCallany como René Lampard
- Martin Sensmeier como Minero Cody
- Matt McCoy como Gerente General Sickle
- Matt Salinger como CEO Thomason

## Producción
La filmación tuvo lugar en Winnipeg en febrero de 2020. El rodaje también tuvo lugar en Île-des-Chênes y Gimli, Manitoba.

## Estreno
En marzo de 2021, Netflix adquirió los derechos de distribución de la película en Estados Unidos por $ 18 millones, y se estrenó digitalmente en el servicio el 25 de junio de 2021. Fue la película más reproducida en el servicio en su fin de semana de debut. Los distribuidores varían en otros países, incluido Amazon Prime Video en el Reino Unido.

## Recepción
The Ice Road recibió reseñas generalmente mixtas de parte de la crítica y de la audiencia. En el sitio web especializado Rotten Tomatoes, la película posee una aprobación de 44%, basada en 91 reseñas, con una calificación de 5.0/10 y un consenso crítico que dice: «Liam Neeson sigue siendo un héroe de acción de primer nivel; Desafortunadamente, al igual que varias de sus recientes salidas de género, The Ice Road es un nido cuesta abajo pavimentado con previsibilidad», mientras que de parte de la audiencia tiene una aprobación de 21%, basada en más de 500 votos, con una calificación de 2.6/5.
El sitio web Metacritic le dio a la película una puntuación de 42 de 100, basada en 24 reseñas, indicando "reseñas mixtas o promedio". En el sitio IMDb los usuarios le asignaron una calificación de 5.6/10, sobre la base de 41 501 votos, mientras que en la página web FilmAffinity la cinta tiene una calificación de 5.0/10, basada en 3149 votos.